# 亞洲巨龜
亞洲巨龜（Heosemys grandis），亦稱大東方龜，是分佈在東南亞的一種雜食性龜。牠們棲息在柬埔寨至越南海拔400米以下的河流、沼澤及稻田，也分佈在老撾、馬來西亞、緬甸及泰國。

## 特徵
頭滿佈細碎的橘紅或橘黃色斑點。背腹甲脊棱明顯，脊線黃色，後緣鋸齒狀，腹甲黃色，滿佈放射狀黑紋。背甲可長達48厘米。本種黃色的脊線和腹甲放射狀的斑紋，可與廟龜區別。分佈於緬甸，泰國，柬埔寨，馬來西亞，越南，老撾。

## 保育狀況
其被列為《瀕危野生動植物種國際貿易公約》附錄二的物種，被限制出口及貿易。

## 外部連結
- Heosemys.org （页面存档备份，存于）
- Asian Turtle Conservation Network
- Asian Turtle Consortium
- London Zoo